# Aveyron (flod)

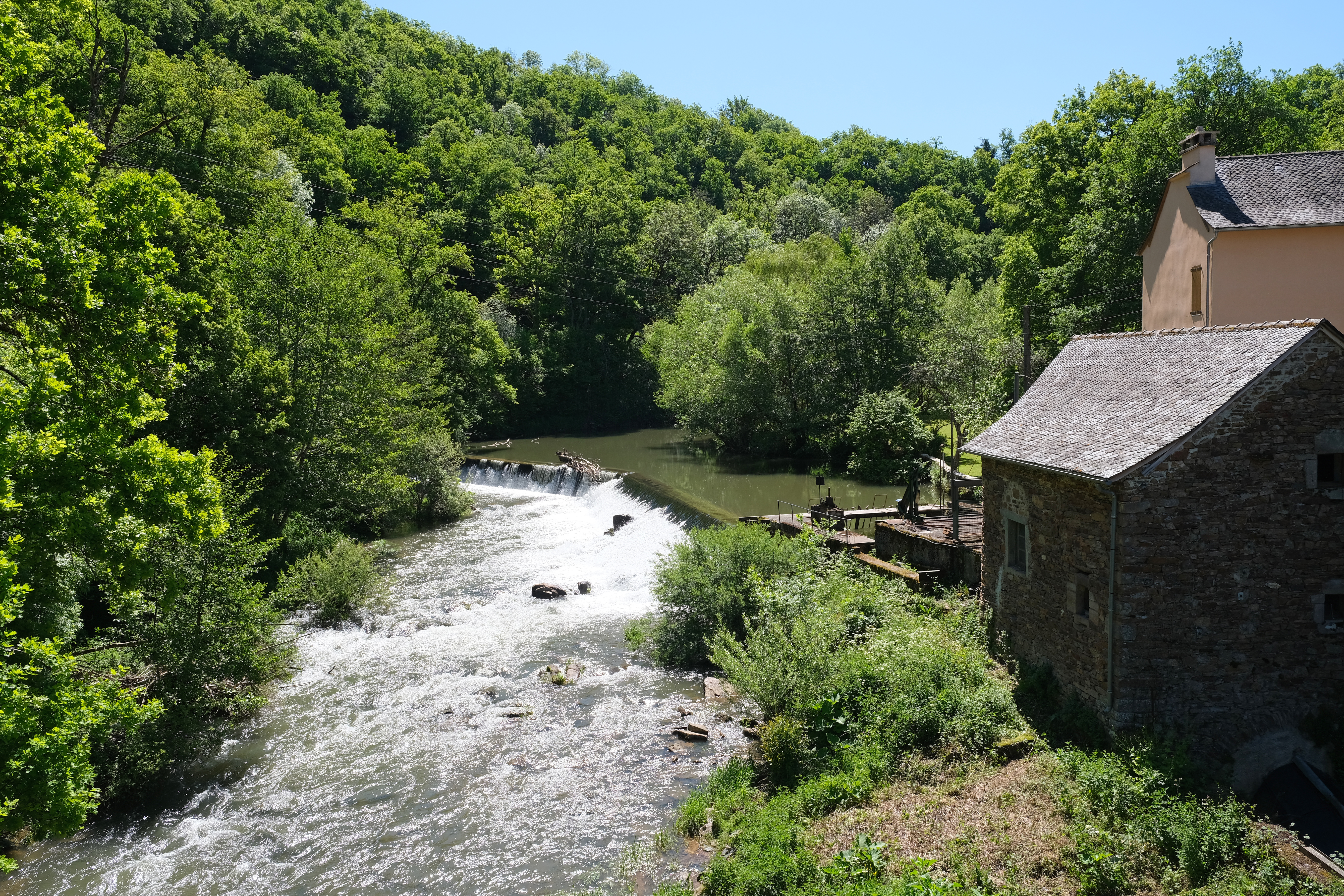
Aveyron vid Druelle Balsac.

Aveyron är en 250 km lång flod i södra Frankrike. Den är biflöde till Tarn, som i sin tur är biflöde till Garonne. Aveyrons avrinningsområde är 5 300 km². Medelflödet nära mynningen är 57 m³/s, men med stor säsongsvariation: medelflödet under februari är 113 m³/s, medan medelflödet i augusti är 8,5 m³/s.